# Фрумушика (Јаши)
Фрумушика (рум. Frumușica) насеље је у Румунији у округу Јаши у општини Мадаржак. Oпштина се налази на надморској висини од 223 m.

## Становништво
Према подацима из 2002. године у насељу је живело 367 становника, од којих су сви румунске националности.